# 沙赫娜茲·巴列維
沙赫娜茲·巴列維（波斯語：شهناز پهلوی，羅馬化：Princess Shahnaz Pahlavi，1940年10月27日—）是伊朗未代沙阿穆罕默德·礼萨·巴列维和首任王后、埃及公主茀絲亞唯一的女兒。公主有四個同父異母的弟妹，包括皇太子禮薩·巴列維，以及两名同母异父的弟妹。溯及母方血統，沙赫娜茲亦是埃及國王法鲁克一世的姪女及福阿德二世的表姐。
她擁有切尔卡斯亚人、波斯人、法國、阿爾巴尼亞人及阿塞拜疆族的血統；並在瑞士接受教育。在1979年伊朗伊斯蘭革命後，公主一直在瑞士定居。